# El fantástico caso del Golem
El fantástico caso del Golem es una película española de humor absurdo con tintes de ciencia ficción y comedia dirigida por Burnin' Percebes (dúo de cineastas formado por Juan González y Fernando Martínez). Está protagonizada por Brays Efe y Bruna Cusí con la participación de Anna Castillo, Luis Tosar, Roberto Álamo, Javier Botet y Tito Valverde.

## Sinopsis
Tras una noche de fiesta, David se precipita borracho desde una terraza ante la impotente mirada de su amigo Juan. El cuerpo de David impacta contra el capó de un coche desintegrándose en mil pedazos. Como nadie parece escandalizarse, Juan se propone descubrir qué ha pasado.

## Reparto
- Brays Efe como Juan
- Bruna Cusí como Clara
- Anna Castillo como María Pons
- Luis Tosar como Toni
- Roberto Álamo como Antonio
- Javier Botet como Carlos
- Tito Valverde como Gustavo
- David Menéndez como David

## Producción
La idea original de la película se origina a partir de una escena de la película Top Secret! (1984) en la que un soldado alemán se rompe en pedazos de cerámica al caer de una torreta. Según los directores, la película también debe mucha influencia a la obra de José Luis Cuerda. Además, rinde homenaje a la cinta de culto The Room (2003).
La película es una producción de Aquí y Allí Films y Sideral. Está dirigida por el dúo de cineastas Juan González y Fernando Martínez, conocidos oficialmente como Burnin' Percebes. Se rodó en Madrid y la fotografía corrió a cargo de Ion de Sosa. El rodaje comenzó el 17 de agosto de 2022.

## Lanzamiento
La película se presentó en el 26º Festival de Cine de Málaga el 15 de marzo de 2023. También se proyectó como película inaugural del 29º FANT, el Festival de Cine Fantástico de Bilbao, en mayo de 2023. Se estrenó en cines en España el 16 de junio de 2023. La película se estrenó en Norteamérica en el Festival Internacional de Cine Fantasia el 22 de julio de 2023. También llegó a la cartelera cinematográfica del Fantastic Fest 2023 para su estreno en Estados Unidos.